# Marie Marvingt
Marie Marvingt (Aurillac, 20 de febrero de 1875 – Laxou, Meurthe y Mosela, 14 de diciembre de 1963) fue una deportista, alpinista, aviadora y periodista francesa. Fue galardonada con numerosos premios por sus logros deportivos en natación, ciclismo, alpinismo, deportes de invierno, vuelo en globo y en aviones, equitación, gimnasia, atletismo, tiro deportivo y esgrima. Fue además la primera mujer en escalar muchos de los picos de los Alpes franceses y suizos. Logró varios récords en globos aerostáticos y aeronaves, mientras que durante la Primera Guerra Mundial se convirtió en la primera mujer piloto de combate. 
Marvingt fue además enfermera quirúrgica cualificada, la primera enfermera aérea certificada y luchó para crear servicios de ambulancias aéreas por todo el mundo. Apodada desde 1903 «la novia del peligro», los periódicos se refirieron siempre así a ella el resto de su vida, e incluso de esa manera se la menciona en una placa conmemorativa que se puede leer en la fachada de la casa en la Place de la Carrière de Nancy en la que vivió.  